# Beans (personaggio)
Beans, noto anche come Fagiolino, è un personaggio della serie a cartoni animati Looney Tunes della Warner Bros. Ideato da Leon Schlesinger, è apparso per la prima volta nel cortometraggio Piccoli artisti (I Haven't Got a Hat) uscito il 2 o il 9 marzo 1935.

## Apparizioni
| Titolo                                     | Data di uscita    |
| ------------------------------------------ | ----------------- |
| Piccoli artisti (I Haven't Got a Hat)      | 2 marzo 1935      |
| Mia nonna è una dura (The Country Mouse)   | 13 luglio 1935    |
| A Cartoonist's Nightmare                   | 21 settembre 1935 |
| Stramberie di Hollywood (Hollywood Capers) | 19 ottobre 1935   |
| Gold Diggers of '49                        | 2 novembre 1935   |
| Alpine Antics                              | 18 gennaio 1936   |
| The Phantom Ship                           | 1º febbraio 1936  |
| Boom Boom                                  | 29 febbraio 1936  |
| The Fire Alarm                             | 9 marzo 1936      |
| Westward Whoa                              | 25 aprile 1936    |
| Un aereo radiocomandato (Plane Dippy)      | 30 aprile 1936    |